# Vorges-les-Pins
Vorges-les-Pins é uma comuna francesa na região administrativa de Borgonha-Franco-Condado, no departamento de Doubs. Estende-se por uma área de 4,76 km². Em 2010 a comuna tinha 617 habitantes (densidade: 129,6 hab./km²).